# Кућа Робевих
Кућа Робевих у Охриду се сматра за један од најрепрезентативнијих објеката градске архитектуре у Северној Македонији. Данас је заштићени споменик културе под заштитом Завода за заштиту споменика културе и Народног музеја у Охриду и ту је смештен Археолошки музеј, етнолошке изложбе, предмети породице и радови охридске школе за резбарење.
Тодор Петков из села Гарија код Дебра је градитељ куће, за два брата породице Робев, кућа се састоји од два одвојена апартмана који чине симболичну архитектонску целину. Кућа је изграђена 1825. након што је спаљена и поново обновљена следеће године.

## Изложбени простор
Кућа је заштићени споменик културе и састоји се од три етаже плус горњи спрат, такозвани „Ширван”. У доњем делу су изложени епиграфски споменици Охрида и околине, као и вредни експонати: „Миљоказ” (пронађен на путу Via Egnatia), два попрсја богиње Изиде и друго. Археолошки експонати датирају од праисторије до средњег века, изложени су и на другом и трећем спрату.
У источном делу се може видети и етнолошка изложба, предмета породичног намештаја Робевих (ковчези, очуване фреске Димитра Крстевића Дича Зографа из 1862. године, медицинска торба Константина Робева итд).

## Историја куће
Добила је име по чувеној македонској породици Робев пореклом из Охрида, први пут се помињу 1379, на споменику у дворишту цркве Богородице Перивлепте је написано такво име. Зграда оригиналне куће Робевих је завршена 15. априла 1827, о томе сведочи натпис грчким словима на мермерној плочи у дворишту. Ова позната охридска породица је живела у кући већ 35 година, до 1861. године, када је озлоглашени криминалац из Охрида Усреф бег спалио до темеља.
Две године касније 1863, изграђена је кућа са данашњим изгледом, на левој страни је живео Константин Робев и десно Атанас Робев. Као главни градитељ је био ангажован Тодор Петков (1814 - 1899) из села Гари код Дебра. Под његовим руководством урађен је ентеријер, плафони као и намештај, ормари и остали украсни елементи који су изрезбарени. У кући је породица Робев живела све до 1900. године, када су се преселили у Битољ, док су у Охрид долазили само током летњих месеци.
Од 1913. до 1919. током балканских ратова и Првог светског рата у овој кући је била смештена српска војска. После Другог светског рата, 1945. године, кућа је заштићена као културно-историјски споменик.
Од 1950. је у њој смештен Народни музеј, а 1953. зграда је национализована и предата Институту за заштиту споменика културе и Народном музеју у Охриду на трајно коришћење. Последња реконструкција овог велелепног здања је урађена 1990. године.